# آلفرد ارلی
آلفرد ارلی (انگلیسی: Alfred Earle; ۱۱ دسامبر ۱۹۰۷ – ۲۷ مارس ۱۹۹۰) فرمانده نظامی اهل بریتانیا بود، که از ۱۹۶۴ تا ۱۹۶۶ به‌عنوان نخستین جانشین رئیس ستاد دفاع بریتانیا فعالیت می‌کرد. وی برندهٔ جوایزی همچون نشان امپراتوری بریتانیا و نشان حمام شده‌است.